# Carriere (Vieux Fort)
Carriere es una localidad de Santa Lucía que forma parte del distrito de Vieux Fort.